# Zentrum für digitale Lexikographie der deutschen Sprache
Das Zentrum für digitale Lexikographie der deutschen Sprache (ZDL) ist ein Forschungsprojekt und Wörterbuchportal, das sich der wissenschaftlichen Beschreibung der deutschen Sprache widmet. Es bietet mit seinem frei und kostenlos zugänglichen Portal einen umfangreichen Zugang zu gegenwartssprachlichen und historischen Wortinformationen aus verschiedenen Ressourcen. Das Projekt startete am 1. Januar 2019.

## Enthaltene Wörterbücher und Korpora
Auf der Plattform des ZDL sind mehrere Wörterbücher direkt eingebunden, darunter das Digitale Wörterbuch der deutschen Sprache (DWDS), das Schweizerische Idiotikon, das Neologismenwörterbuch des IDS, das Deutsche Wörterbuch der Brüder Grimm und „Wortgeschichte digital“, ein Teilprojekt des ZDL zur Bedeutungsgeschichte des deutschen Wortschatzes von 1600 bis in die Gegenwart.
Als wissenschaftliche Basis der Wörterbucheinträge arbeitet das ZDL mit digitalisierten Textsammlungen, die thematisch als Korpora gebündelt sind und von beteiligten Akademien und Institutionen gepflegt werden.
Die Integration mit dem DWDS stellt umfangreiche Referenz-, Zeitungs-, Web- und Spezialkorpora zur Verfügung, während das Deutsche Textarchiv eine Sammlung von Belletristik und Sachliteratur aus dem Zeitraum von 1600 bis 1900 im Volltext bietet. So sind im historischen Bereich etwa 3000 Texte verfügbar, die zwischen 1600 und 2000 datieren. Darunter bedeutende Werke wie Goethes „Faust“ oder Kants „Kritik der reinen Vernunft“, aber auch Alltagsliteratur wie Kochbücher, psychologische Schriften und Zeitungen.
Zusätzlich ist das verwendete Deutsche Referenzkorpus eine wichtige Grundlage für das eingebundene Neologismenwörterbuch des Leibniz-Institut für Deutsche Sprache in Mannheim (IDS).
Vor allem Zeitungsartikel werden für die Gegenwartssprache ausgewertet, da sie dort am besten abgebildet werden können. Aber auch soziale Medien wie Blogs und Chatkorpora werden zur Extraktion von Wörtern verwendet, was jedoch eine rechtliche Grauzone darstellt. Ein Mitarbeiter ist verantwortlich für die Suche nach Inhalten, die heruntergeladen werden dürfen.

## Funktionen
Das ZDL bietet unter anderem Informationen zu Grammatik und Rechtschreibung, Bedeutungen und Bedeutungswandel, Worthäufigkeiten sowie typischen Verbindungen und Wortverwendungen. Nutzer können auf der Ergebnisseite mit einem Klick auf die vorhandenen Ressource zugreifen.

## Teilprojekt Wortgeschichte digital
Wortgeschichte digital ist ein digitales Wörterbuch, mit dem Ziel die Semantik des Neuhochdeutschen von ca. 1600 bis heute in Grundzügen zu beschreiben. Das Wörterbuch ist dabei für ein breites Publikum von Fachwissenschaftlern und sprachinteressierten Personen gedacht.
Das Projekt verwendet eine neue methodische Herangehensweise, indem es sich von den traditionellen lexikographischen Darstellungsformen entfernt und stattdessen lesbare Wortgeschichten erstellt, die semantische Entwicklungen in einem Fließtext auf der Plattform des ZDL beschreiben. Die Wörter werden nicht alphabetisch, sondern nach thematischen Zusammenhängen bearbeitet, wobei die erste Arbeitsphase sich auf wichtige Wörter im Themenfeld Politik und Gesellschaft konzentriert. Andere Arbeitsphasen werden sich anderen spezifischen Themenfeldern widmen, wie Wirtschaft, Verkehr, Kommunikation und Alltagskultur.
Das auf der Plattform des ZDL integrierte Wort-Quiz bietet sprachinteressierten Personen die Möglichkeit ihr linguistisches Wissen zu testen.
Für das Projekt ist zunächst eine Aufbauphase von acht Jahren (mit Zwischenevaluierung) vorgesehen.

## Organisationsstruktur
Zu den Trägern des ZDL gehören vier Wissenschaftsakademien unter der Schirmherrschaft der Union der deutschen Akademien der Wissenschaften. Diese sind die Berlin-Brandenburgische Akademie der Wissenschaften (BBAW), die Niedersächsische Akademie der Wissenschaften zu Göttingen, die Akademie der Wissenschaften und der Literatur in Mainz und die Sächsische Akademie der Wissenschaften zu Leipzig.
Zusätzlich arbeitet das ZDL eng mit dem Leibniz-Institut für Deutsche Sprache in Mannheim als Kooperationspartner zusammen.
Seit dem Start im Jahr 2019 wurde es vom Bundesministerium für Bildung und Forschung mit 11 Millionen Euro für 5 Jahre gefördert, mit einer Möglichkeit auf Verlängerung um weitere drei Jahre.
Das Projekt wird koordiniert von Thomas Gloning, die beiden Arbeitsstellen werden jeweils von Alexander Geyken (Berlin) und Volker Harm (Göttingen) geleitet, wobei Andreas Gardt die Projektleitung in Göttingen innehat. Es beschäftigt 28 Mitarbeiter (Stand Januar 2024).